# アンダーソン・ピーターズ
アンダーソン・ピーターズ（Anderson Peters、1997年10月21日 - ）は、グレナダの陸上競技選手、専門はやり投。男子やり投のグレナダ国内記録保持者。
2019年にドーハで開催された世界陸上競技選手権大会の男子やり投で金メダルを獲得し、同大会のフィールド競技でグレナダ史上初のメダリストとなった。
2021年の東京オリンピックの男子やり投では、予選敗退となった。
2022年の世界陸上競技選手権大会の男子やり投で再び金メダルを獲得し、2大会連覇を達成した。

## 主な戦績
| 年   | 大会                           | 開催地           | 種目   | 順位            | 記録   | 備考              |
| ---- | ------------------------------ | ---------------- | ------ | --------------- | ------ | ----------------- |
| 2017 | 世界陸上競技選手権大会         | ロンドン         | やり投 | 予選敗退 (20位) | 78.99m |                   |
| 2018 | コモンウェルスゲームズ         | ゴールドコースト | やり投 | 3位             | 82.20m |                   |
| 2018 | 中央アメリカ・カリブ海競技大会 | バランキージャ   | やり投 | 準優勝          | 81.80m |                   |
| 2018 | 北中米カリブ陸上競技選手権大会 | トロント         | やり投 | 優勝            | 79.65m | 大会記録          |
| 2019 | パンアメリカン競技大会         | リマ             | やり投 | 優勝            | 87.31m | 国内記録 大会記録 |
| 2019 | 世界陸上競技選手権大会         | ドーハ           | やり投 | 優勝            | 86.89m |                   |
| 2021 | オリンピック                   | 東京             | やり投 | 予選敗退 (15位) | 80.42m |                   |
| 2022 | 世界陸上競技選手権大会         | ユージーン       | やり投 | 優勝            | 90.54m |                   |
| 2022 | コモンウェルスゲームズ         | バーミンガム     | やり投 | 準優勝          | 88.64m |                   |

## 記録
| 種目   | 記録   | 年月日        | 場所     | 備考     |
| ------ | ------ | ------------- | -------- | -------- |
| 100m   | 11秒15 | 2013年3月30日 | ナッソー |          |
| やり投 | 93.07m | 2022年5月13日 | ドーハ   | 国内記録 |